# حراز (صنعاء)

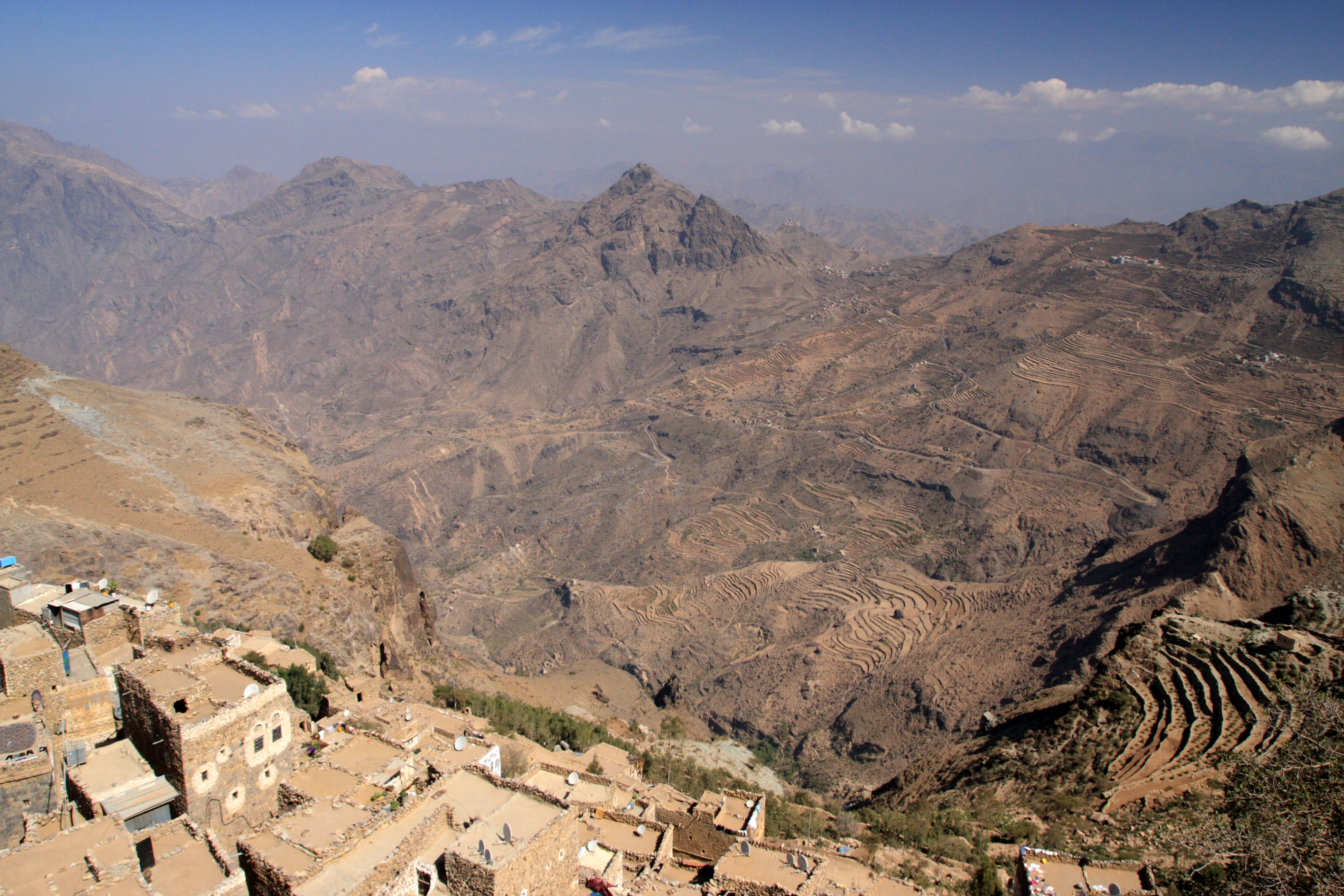
جبال حراز

حَرَاز هي إحدى مناطق الجمهورية اليمنية في محافظة صنعاء وتقع في الجنوب الغربي من محافظة صنعاء وتبلغ مساحتها حوالي 1276 كيلومتر مربع.

تنقسم منطقة حراز بين مديريتي مناخة وصعفان، وتتكون أغلب مساحتها  من المرتفعات الجبلية والهضاب والأودية.  وتتنوع فيها الزراعات والمحاصيل. بحيث يمتلك القات الفئة الأولى وبعد ذلك البن وبعض المحاصيل الزراعية الأخرى

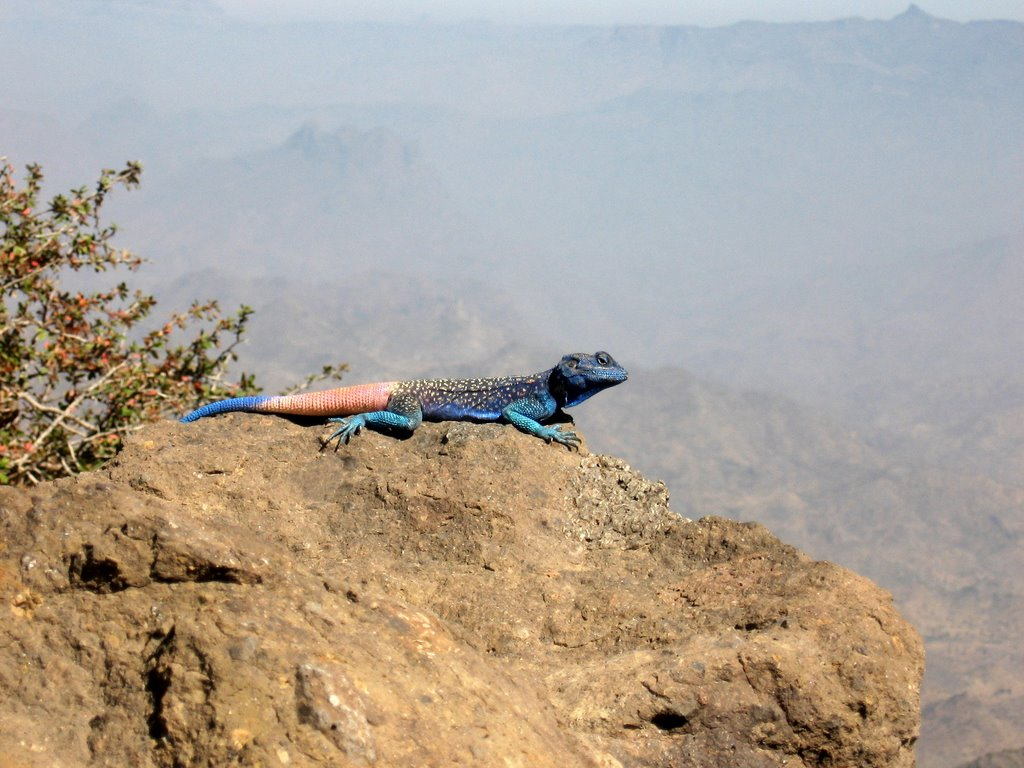
حرباء في أحد جبال حراز